# منتخب اليابان لدوري الرغبي
منتخب اليابان الوطني لدوري الرغبي (باليابانية: ラグビーリーグ日本代表) هو ممثل اليابان الرسمي في المنافسات الدولية في دوري الرغبي .

## وصلات خارجية
- الموقع الرسمي